# دار الحربي (الحديدة)
دار الحربي هي إحدى قرى مديرية حيس، التابعة لمحافظة الحديدة اليمنية، بلغ تعداد سكانها 1007 نسمة حسب الإحصاء الذي أجري عام 2004.